# Cannon (cratère)
Pour les articles homonymes, voir Cannon.
Cannon est un cratère d'impact lunaire situé près du bord est-nord-est de la face visible de la Lune. Il se trouve juste au nord-ouest de Mare Marginis et au sud-sud-est du cratère Plutarch (en). Plus loin à l'est-nord-est se trouve Hubble (en).
Il s'agit d'une formation usée et érodée dont le sol intérieur a été refait par la lave. Un petit cratère recouvre le bord nord, qui forme une entaille sur le côté. De minuscules cratères se trouvent également sur le bord nord-est et sur le bord sud. L'intérieur est plat et presque sans relief, avec seulement quelques minuscules cratères dispersés pour marquer la surface. Ce sol a le même albédo que le terrain environnant.
Le cratère doit son nom à Annie Jump Cannon, une astronome qui a classé 300 000 corps stellaires.

## Cratères satellites
Par convention, ces caractéristiques sont identifiées sur les cartes lunaires en plaçant la lettre sur le côté du point médian du cratère le plus proche de Cannon.
| Cannon | Latitude | Longitude | Diamètre |
| ------ | -------- | --------- | -------- |
| B      | 17,5° N  | 80,0° E   | 31 km    |
| E      | 19,2° N  | 79,1° E   | 22 km    |